# Safari Disco Club
Albums de Yelle
Pop Up
(2007) Complètement fou
(2014)
Singles
1. La Musique
Sortie : 7 octobre 2010
2. Safari Disco Club
Sortie : 17 janvier 2011
3. Que veux-tu ?
Sortie : 17 janvier 2011
4. Comme Un Enfant
Sortie : 30 novembre 2011

Safari Disco Club est le deuxième album du groupe électro-pop français Yelle. Il est sorti le 14 mars 2011 en France, le 21 mars 2011 au Royaume-Uni, et le 29 mars 2011 au Canada et aux États-Unis.

## Promotion
Le premier single, Safari Disco Club, est sorti le 10 janvier 2011, avec un clip réalisé par Jérémie Saindon le 1er mars 2011.
Le deuxième single est "Que veux tu" et le troisième single "Comme un enfant".

## Tournée
Yelle donne 14 concerts au Royaume-Uni en première partie de la tournée California Dreams Tour de Katy Perry à partir du 17 mars 2011. Yelle sera également en tournée en Amérique du Nord pour promouvoir Safari Disco Club.

## Listes des pistes
| No  | Titre              | Durée |
| --- | ------------------ | ----- |
| 1.  | Safari Disco Club  | 3:34  |
| 2.  | Que veux-tu        | 3:53  |
| 3.  | C'est pas une vie  | 3:34  |
| 4.  | Comme un enfant    | 4:13  |
| 5.  | Chimie physique    | 3:54  |
| 6.  | La Musique         | 3:38  |
| 7.  | Mon pays           | 4:32  |
| 8.  | J'ai bu            | 3:06  |
| 9.  | Le Grand Saut      | 3:58  |
| 10. | Unillusion         | 3:50  |
| 11. | S'éteint le soleil | 4:11  |

| 12. | Que Veux-Tu (Madeon Extended Remix) | 4:46 |
| 13. | Chimie physique (Fortune Cover)     | 4:24 |
| 14. | Mon pays (Lo Fi Fnk Cover)          | 3:07 |

| 12. | Safari disco club (BeatauCue Remix) | 5:15 |
| 13. | Que Veux-Tu (Madeon Extended Remix) | 4:46 |

## Classements
| Classement (2009)                        | Meilleure position |
| ---------------------------------------- | ------------------ |
| Belgique (Wallonie Ultratop)             | 76                 |
| États-Unis (Top Dance/Electronic Albums) | 9                  |
| États-Unis (Heatseekers Albums)          | 13                 |
| Espagne (Promusicae)                     | 92                 |
| France (SNEP)                            | 77                 |